# PS-1/2/3
PS-1/PS-2/PS-3 – niezrealizowany projekt polskiego zmiennopłata charakteryzującego się możliwością pionowego startu i lądowania.

## Historia
W 1957 roku w Śmigłowcowym Biurze Konstrukcyjnym kierowanym przez mgr. inż. Bronisława Żurakowskiego powstał zespół projektowy, którego kierownictwo objął mgr inż. Jan Koźniewski a którego celem było zaprojektowanie samolotu pionowego startu i lądowania (zmiennopłata). Idea pionowego startu samolotu polegała na zastosowaniu przekręcanego o 90° skrzydła wraz z silnikami, które w położeniu pionowym napędzałyby śmigła, pełniące w takim położeniu rolę wirników nośnych. Zostały opracowane trzy projekty. PS-1 był rysunkową dokumentacją układu koncepcyjnego samolotu. PS-2 był opracowaniem samolotu transportowego pionowego startu, napędzanego dwoma projektowanymi silnikami turbinowymi Tur, każdy o mocy 736 kW (1000 KM). Projekt PS-3 miał być samolotem doświadczalnym o uproszczonej konstrukcji, z kadłubem w postaci kratownicy, bez pokrycia, napędzany silnikiem gwiazdowym Lit-3 o mocy 423 kW (575 KM). Prace nad samolotem, zaawansowane w 50% zostały przerwane, zrezygnowano również z dokończenia projektu silnika Tur.